# J. League Division 1 2013
La temporada 2013 de la J. League es la 48ª edición de la máxima categoría del fútbol japonés y XXI° desde el establecimiento de la J. League. La temporada comenzó el 2 de marzo y finalizó el 7 de diciembre.
El campeón de esta edición es el Sanfrecce Hiroshima, al igual que el año anterior, obteniendo así su segundo título del campeonato y su séptimo en competiciones de su propio país. Como tal clasificó a la Liga de Campeones de la AFC y a la Supercopa de Japón.
Los tres mejores clasificados en el torneo nacional más el campeón de la Copa del Emperador acceden a la Liga de Campeones de la AFC para el año 2014.

## Ascensos y descensos
| Pos       | Ascendidos de la J. League Division 2 2012 |
| --------- | ------------------------------------------ |
| 1.º       | Ventforet Kofu                             |
| 2.º       | Shonan Bellmare                            |
| Gan. Red. | Oita Trinita                               |

| Pos  | Descendidos en la temporada 2012 |
| ---- | -------------------------------- |
| 16.º | Vissel Kobe                      |
| 17.º | Gamba Osaka                      |
| 18.º | Consadole Sapporo                |

## Equipos participantes
Los clubes Vissel Kobe, Gamba Osaka y Consadole Sapporo fueron descendidos al final de la temporada 2012 después de terminar en los últimos tres lugares de la tabla, Consadole Sapporo regresó a la J. League División 2 después de sólo una temporada en la máxima categoría, mientras que el Vissel Kobe fue relegado después de seis temporadas en la máxima categoría. Gamba Osaka, en cambio, fue relegado por primera vez desde la creación de la J. League en 1993 y por primera vez desde sus precursores, Matsushita Electric Soccer Club, fueron relegados a la segunda división de la liga de fútbol de Japón después de la temporada 1986-87 .
Los tres equipos descendidos fueron reemplazados por el Ventforet Kofu campeón de la J2 2012, Shonan Bellmare subcampeón y Oita Trinita sexto clasificado pero vencedor en el play-off de ascenso. El Kofu hizo un retorno inmediato a la primera división, mientras Shonan volvió después de una ausencia de dos años. El Oita Trinita regresó a la J1 después de tres temporadas en la segunda división.

## Equipos (Temporada 2013)
| Equipo              | Ciudad               | Estadio                            | Capacidad | Entrenador          | Equipación     | Patrocinador |
| ------------------- | -------------------- | ---------------------------------- | --------- | ------------------- | -------------- | ------------ |
| Albirex Niigata     | Niigata y Seiro      | Estadio del Gran Cisne de Niigata  | 45 728    | Masaaki Yanagishita | Adidas         | Kameda Seika |
| Cerezo Osaka        | Osaka                | Estadio Kincho                     | 20 000    | Levir Culpi         | Mizuno         | Yanmar       |
| FC Tokyo            | Tokio                | Estadio Ajinomoto                  | 50 100    | Ranko Popović       | Adidas         | LifeVal      |
| Júbilo Iwata        | Iwata (Shizuoka)     | Estadio Yamaha                     | 16 893    | Takashi Sekizuka    | Puma           | Yamaha       |
| Kashima Antlers     | Kashima (Ibaraki)    | Estadio de fútbol de Kashima       | 45 728    | Toninho Cerezo      | Nike           | LIXIL        |
| Kashiwa Reysol      | Kashiwa (Chiba)      | Estadio Hitachi Kashiwa            | 15 900    | Nelsinho Baptista   | Yonex          | Hitachi      |
| Kawasaki Frontale   | Kawasaki (Kanagawa)  | Estadio Todoroki Kawasaki          | 25 000    | Yahiro Kazama       | Puma           | Fujitsu      |
| Nagoya Grampus      | Nagoya (Aichi)       | Estadio Toyota                     | 45 000    | Dragan Stojković    | Le Coq Sportif | Toyota       |
| Oita Trinita        | Ōita                 | Domo Oita Bank                     | 43 254    | Kazuaki Tasaka      | Puma           | Daihatsu     |
| Omiya Ardija        | Ōmiya, Saitama       | Estadio NACK5 Omiya                | 15 500    | Zdenko Verdenik     | Under Armour   | NTT Docomo   |
| Sagan Tosu          | Tosu (Saga)          | Estadio Best Amenity               | 24 490    | Yoon Jung Hwan      | Warrior        | DHC          |
| Sanfrecce Hiroshima | Hiroshima            | Estadio del Gran Arco de Hiroshima | 50 000    | Hajime Moriyasu     | Nike           | EDION        |
| Shimizu S-Pulse     | Shizuoka (Shizuoka)  | Estadio IAI                        | 20 339    | Afshin Ghotbi       | Puma           | Suzuyo       |
| Shonan Bellmare     | Hiratsuka (Kanagawa) | Estadio BMW Hiratsuka              | 18 500    | Cho Kwi Jea         | Penalty        | Tri Terasu   |
| Urawa Red Diamonds  | Saitama              | Estadio Saitama 2002               | 63 700    | Mihailo Petrović    | Nike           | Polus        |
| Vegalta Sendai      | Sendai (Miyagi)      | Estadio Yurtec Sendai              | 19 694    | Makoto Teguramori   | Asics          | Iris Ohyama  |
| Ventforet Kofu      | Kōfu (Yamanashi)     | Estadio Yamanashi Bank             | 17 000    | Hiroshi Jofuku      | Mizuno         | Hakubaku     |
| Yokohama F. Marinos | Yokohama (Kanagawa)  | Estadio Nissan                     | 72 370    | Yasuhiro Higuchi    | Adidas         | Nissan       |

## Clasificación Final
| Pos. | Equipo                  | Pts. | PJ | G  | E  | P  | GF | GC | Dif. | Clasificación o descenso                          |
| ---- | ----------------------- | ---- | -- | -- | -- | -- | -- | -- | ---- | ------------------------------------------------- |
| 1    | Sanfrecce Hiroshima (C) | 63   | 34 | 19 | 6  | 9  | 51 | 29 | +22  | Clasificado a la Liga de Campeones de la AFC 2014 |
| 2    | Yokohama F. Marinos     | 62   | 34 | 18 | 8  | 8  | 49 | 31 | +18  | Clasificado a la Liga de Campeones de la AFC 2014 |
| 3    | Kawasaki Frontale       | 60   | 34 | 18 | 6  | 10 | 65 | 51 | +14  | Clasificado a la Liga de Campeones de la AFC 2014 |
| 4    | Cerezo Osaka            | 59   | 34 | 16 | 11 | 7  | 53 | 32 | +21  | Clasificado a la Liga de Campeones de la AFC 2014 |
| 5    | Kashima Antlers         | 59   | 34 | 18 | 5  | 11 | 60 | 52 | +8   |                                                   |
| 6    | Urawa Red Diamonds      | 58   | 34 | 17 | 7  | 10 | 66 | 56 | +10  |                                                   |
| 7    | Albirex Niigata         | 55   | 34 | 17 | 4  | 13 | 48 | 42 | +6   |                                                   |
| 8    | F.C. Tokyo              | 54   | 34 | 16 | 6  | 12 | 61 | 47 | +14  |                                                   |
| 9    | Shimizu S-Pulse         | 50   | 34 | 15 | 5  | 14 | 48 | 57 | −9   |                                                   |
| 10   | Kashiwa Reysol          | 48   | 34 | 13 | 9  | 12 | 56 | 59 | −3   |                                                   |
| 11   | Nagoya Grampus          | 47   | 34 | 13 | 8  | 13 | 47 | 48 | −1   |                                                   |
| 12   | Sagan Tosu              | 46   | 34 | 13 | 7  | 14 | 54 | 63 | −9   |                                                   |
| 13   | Vegalta Sendai          | 45   | 34 | 11 | 12 | 11 | 41 | 38 | +3   |                                                   |
| 14   | Omiya Ardija            | 45   | 34 | 14 | 3  | 17 | 45 | 48 | −3   |                                                   |
| 15   | Ventforet Kofu          | 37   | 34 | 8  | 13 | 13 | 30 | 41 | −11  |                                                   |
| 16   | Shonan Bellmare         | 25   | 34 | 6  | 7  | 21 | 34 | 62 | −28  | Descendido a J. League Division 2 2014            |
| 17   | Júbilo Iwata            | 23   | 34 | 4  | 11 | 19 | 40 | 56 | −16  | Descendido a J. League Division 2 2014            |
| 18   | Oita Trinita            | 14   | 34 | 2  | 8  | 24 | 31 | 67 | −36  | Descendido a J. League Division 2 2014            |

 Fuente: J. League Data Site: 2013 J.LEAGUE Division 1 League table
Criterios de clasificación: 1) puntos; 2) diferencia de goles; 3) número de goles marcados; 4) resultados entre los equipos en cuestión.
Notas:
1. ↑  Yokohama F. Marinos se clasificó para la Liga de Campeones de la AFC 2014 al ganar la Copa del Emperador 2013.

|                                        |
|                                        |
| Campeón Sanfrecce Hiroshima 2.º título |

## Máximos Goleadores
| Pos. | Jugador           | Club                | Goles |
| ---- | ----------------- | ------------------- | ----- |
| 1    | Yoshito Okubo     | Kawasaki Frontale   | 26    |
| 2    | Kengo Kawamata    | Albirex Niigata     | 23    |
| 3    | Yoichiro Kakitani | Cerezo Osaka        | 21    |
| 4    | Yohei Toyoda      | Sagan Tosu          | 20    |
| 5    | Masato Kudo       | Kashiwa Reysol      | 19    |
| 5    | Yūya Ōsako        | Kashima Antlers     | 19    |
| 7    | Hisato Sato       | Sanfrecce Hiroshima | 17    |
| 7    | Kazuma Watanabe   | FC Tokyo            | 17    |
| 9    | Marquinhos        | Yokohama F Marinos  | 16    |
| 10   | Shinzo Koroki     | Urawa Red Diamonds  | 13    |
| 10   | Wilson            | Vegalta Sendai      | 13    |

actualizado a fecha 34°/8 de diciembre de 2013

Fuente: J. League